# 新潟柔整専門学校
新潟柔整専門学校（にいがたじゅうせいせんもんがっこう　英称: Niigata College of Judo Therapist 略称: NCJT）は、新潟県新潟市に設立された柔道整復師を養成する専門学校である。
略称・愛称は「新潟柔整（にいがたじゅうせい）」「NCJT（エヌシージェイティ）」である。
国家資格である柔道整復師の国家試験受験資格を取得することができる。

## 概要
- 3年制の専門学校である。
- 夕方まで趣味や仕事が出来る第二柔道整復師学科がある。
- 設置主体は学校法人新潟医療学園である。
- 入学資格は高等学校卒業（高等学校卒業程度認定試験の合格者を含む）またはそれと同等以上の学校（旧制中学等を含む）の修了者である。
- 新潟県内唯一の柔道整復師養成学校である。
- 国・県による高等教育の修学支援新制度対象校である。

## 所在地
- 新潟県新潟市中央区関屋大川前１-３-９

## 沿革
- 2009年4月　柔道整復師学校養成施設指定規則に基づきセルテック新潟柔道整復師養成学院として設立
- 2014年4月　新潟県知事よりの専修学校許可により新潟柔整専門学校へと改称
- 2019年4月　実技実習の拡充を目的として校舎を増築

## 教育内容
- 柔道整復（基礎・応用・実技）
- 一般医学（基礎）
- スポーツトレーナー（基礎・応用・実技）
- リハビリテーション（基礎・応用・実技）
- 社会学（基礎）

## 取得資格
卒業認定により柔道整復師国家試験受験資格を取得することができる。
柔道整復師国家試験に合格した柔道整復師は一定の施術について社会保険請求（受領委任払い制度）が可能となったり、介護施設等では機能訓練指導員として介護保険の個別機能訓練加算対象となる。

## 主な就職先
医療技術系
- 病院
- 整骨院・接骨院

スポーツトレーナー系
- プロスポーツ関連企業
- 医療関連企業

リハビリテーション系
- 介護施設
- 医療関連企業